# 超音速機

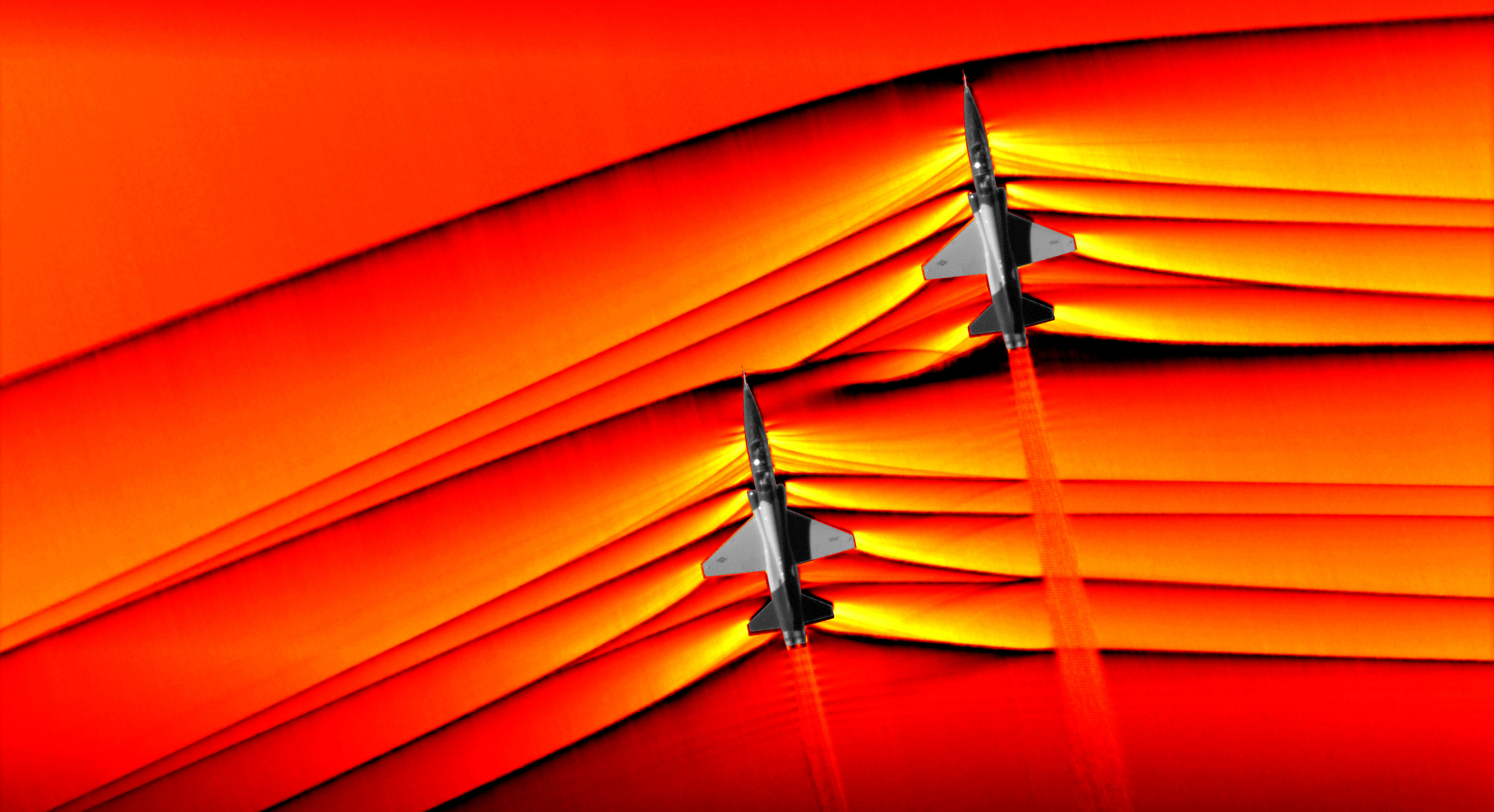
2019年にNASAがシュリーレン法を用いて初めて撮影した、2機の超音速航空機からの衝撃波の相互作用の様子

超音速機（ちょうおんそくき）とは、自らの推進力によって超音速で飛行が可能な航空機のことである。2023年時点で該当するのは可変翼を含む固定翼のジェット機、またはロケット機のみである。
レシプロ機やグライダーのような滑空機であっても降下によって音速を超えることは可能であるが、ここでは「外部からの力に依存せずに超音速可能な航空機」について述べる。

## 歴史

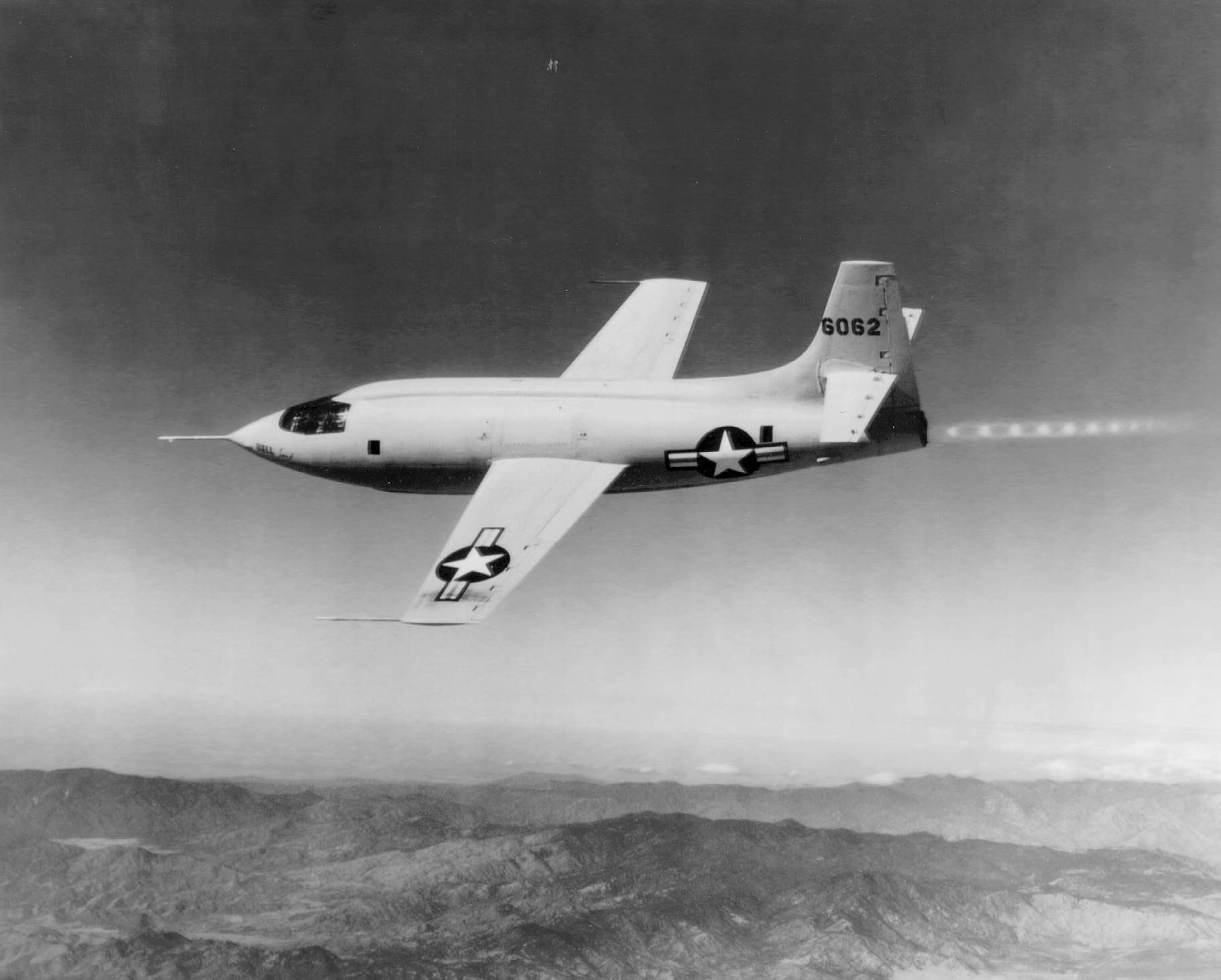
ベルX-1ロケット実験機

水平飛行で超音速飛行した最初の航空機は、液体酸素とエチルアルコールを動力源とする6,000-ポンド (2,700 kg)の推力ロケットを搭載したアメリカのベルX-1ロケット実験機。超音速機の多くは、軍用機や実験機であった。
第二次世界大戦中の航空研究により、初めてロケットやジェットで飛行する航空機が製作された。その後、戦時中に音速の壁を破ったという主張がいくつか出てきた。しかし、有人飛行機で水平飛行で初めて音速を超えたと認められたのは、1947年10月14日にチャック・イェーガーが操縦するベルX-1ロケット実験機によるものであった。最初の量産機で、初めて音速の壁を破ったのは、初の超音速女性パイロット、ジャクリーン・コクランが操縦するF-86カナディア・セイバーである。デビッド・マスターズによれば、ソビエトによってドイツで捕獲されたDFS 346プロトタイプは、10,000 m (32,808 ft 5 in)でB-29から放出された後、1951年末に1,100キロメートル毎時 (680 mph)に達し、その高度でマッハ1を超えている。これらのフライトのパイロットはドイツのヴォルフガング・ジーゼであった。
1961年8月21日、ダグラスDC-8-43（登録番号N9604Z）は、エドワーズ空軍基地での試験飛行による急降下でマッハ1を超えた。乗員はウィリアム・マグルーダー（パイロット）、ポール・パッテン（副操縦士）、ジョセフ・トミッチ（フライトエンジニア）、リチャード・H・エドワーズ（フライトテストエンジニア）だった。 これはコンコルドやツポレフ Tu-144以外の民間旅客機による初の超音速飛行であった。
1960年代から1970年代にかけて、超音速旅客機の設計研究が数多く行われ、最終的にはソ連のツポレフTu-144（1968年）、英仏のコンコルド（1969年）の2機種が就航。しかし、政治的、環境的、経済的障害や、コンコルドの墜落事故などにより、その商業的な可能性を最大限に発揮することができなかった。

## 最高速度
ジェットエンジン（ターボジェットエンジン・低バイパス比ターボファンエンジン）は、その稼働原理上高速になるほど推進効率が向上し、音速を突破した後は空気抵抗が減少する一方であることから、最高速度がマッハ1級程度の超音速機は少ない。1947年10月に実験機X-1によってマッハ1が突破された後、1953年11月にはD-558-2によってマッハ2級に達した。一方で、マッハ3を超えると大気の断熱圧縮によって加速度的に機体表面温度が上昇する（熱の壁）ため、最高速度がマッハ3以上の超音速機も極僅かである。
現在ほとんどの超音速機の最高速度はマッハ2級である。

## 用途別

### 軍用機

#### 戦闘機
現在、戦闘機のほとんどは超音速飛行が可能であるが、アフターバーナーを使って一時的に超音速を出せるに過ぎないものが多い。しかし超音速飛行している目標を追尾するために求められる能力なので実用上問題なく、また、対空ミサイルの発達により攻撃回避手段としての超音速飛行は無意味化している。その事が意識されたのは第4世代ジェット戦闘機以降であり、第2世代ジェット戦闘機から第3世代ジェット戦闘機の頃には超音速飛行能力は戦闘機にとって必須の能力と考えられていた。
前述の通り、1950年代に最初に実用化した超音速戦闘機にマッハ1級の例が見られるものの極めて少数であり、大半の戦闘機はマッハ2級である。またマッハ3級戦闘機の開発も試みられたものの、開発費用の高騰や高速性能以外の性能の低さ、運用コストなどの問題が頻発し、実用化に至っていないものがほとんどである。唯一の実用例としてMiG-25が挙げられるが、実際はマッハ3を超える飛行は機体の運用限界を超えたものであり、本来の最高速度はマッハ2.83とされる。また速度性能に特化しているため、戦闘機としては機動性が低い。
第4世代ジェット戦闘機の時代に入ってからは、高速度性能がそれほど重要視されておらず、再びマッハ2級程度に留めた機体が増えている。とはいえマッハ1.5以上での飛行能力は必須であるとされており、作戦機であればマッハ1.6～2.0程度の最高速度を発揮できることが多い。
第5世代ジェット戦闘機の時代に入りつつある現在、常時超音速飛行する（超音速巡行）能力（スーパークルーズ）に注目が集まりつつあり、F-22のようにエンジンのバイパス比を下げることでアフターバーナー不使用でのスーパークルーズを達成した機もある。

#### 偵察機
偵察機はかつて、敵戦闘機を振り切る能力が要求されたため戦闘機よりも一段と高い高高度・高速飛行性能が要求される傾向にあった。
しかしながら偵察機として専用の機体が開発されることは少なく、大抵は既存の戦闘機からの改修や戦闘機と同じ機体に偵察装備を装備したものがほとんどであったため、事情は戦闘機とほぼ同じである。戦闘機の中でも特に高速を誇る機体がこの任務に充てられており、上述のMiG-25も偵察機として使用されたことがある。史上最速の航空機として知られる戦略偵察機SR-71も専用設計ではなく、戦闘機型の試作機YF-12と多くの設計を共有している。
しかし現在では、偵察衛星や無人航空機の発達により、有人偵察機の必要性自体が減っている。また戦略偵察機においては、直接敵国上空を飛行しなくとも、その付近を飛行するだけでも、宇宙空間から情報収集を行う偵察衛星に比べれば遥かに多くの情報が得られるため、さほど高速性能は重要視されず、むしろ低速で長時間飛行する能力が重要視されるようになった。

#### 爆撃機
超音速機が実用化された当初は、敵超音速戦闘機の要撃を振り切るために、爆撃機であっても超音速飛行能力が重要視された事があった。しかし攻撃機・爆撃機は、大量の爆弾やミサイルを搭載する必要があるため、高速性能の発揮には不利な要素が多い。
例えば最初の実用超音速爆撃機であるアメリカのB-58ハスラーは、高速性能の発揮のために余裕の無い設計であったため、発達著しい空対地ミサイルの搭載能力が無く早々に退役する事となった。ソ連のTu-22、Tu-22Mは機体内部への爆弾搭載能力が低く、機外への爆装時には音速を突破できないなど中途半端な設計であった。
またアメリカのXB-70バルキリー、ソ連のT-4など、試作や実験の段階に留まり実用化されなかった機体も多い。
実用化された本格的な超音速爆撃機としては、アメリカのB-1ランサーとソ連のTu-160が制式化されている。しかし、高価なことと（B-1Bにおいては）第二次戦略兵器削減条約によって、配備は限られたものとなっている。
また現在は、戦闘機の性能向上が著しく、戦闘爆撃機・マルチロール機として従来の爆撃機の任務をほぼ代替できるような状況にあり、そのような状況下において大型爆撃機を開発する動機そのものが失われている。
最新鋭の爆撃機B-2は、速度は亜音速に留まっておりステルス性を重視した形状となっている。これが今後の爆撃機の一般的な趨勢になるかは未知数である。

### ロケット
広義には、宇宙ロケットや弾道ミサイルも、大気圏を飛んでいる間は超音速機といえる。スペースシャトルはX-43に記録更新されるまで、世界最速の航空機としてギネスブックに登録されていた。